# Asparagus deflexus
Asparagus deflexus är en sparrisväxtart som beskrevs av John Gilbert Baker. Asparagus deflexus ingår i släktet sparrisar, och familjen sparrisväxter.
Artens utbredningsområde är Angola. Inga underarter finns listade i Catalogue of Life.